# Jamaa Islamiya
Jamaa Islamiya oder al-Jamaa al-Islamiya (arabisch الجماعة الإسلامية al-Dschamāʿa al-islāmiyya) ist arabisch und bedeutet ‚Islamische Gruppe‘ oder ‚Islamische Gemeinschaft‘. 
Der Name wird häufig abweichend transkribiert und wird verwendet von islamistischen Parteien, Gruppen oder Bewegungen in verschiedenen Ländern:
- Gamaa Islamija, eine islamistische Terrorgruppe in Ägypten (Egyptian Islamic Group, EIG)
- Jemaah Islamiyah (JI), eine islamistische Terrorgruppe in Indonesien und Südostasien
- Jamaa Islamiya (Libanon), eine islamistische Partei im Libanon, die der Muslimbruderschaft zugerechnet wird
- Jamaat-e-Islami, eine islamistische Partei und islamisch-politische Bewegung in Pakistan und Indien
- al-Jamaa al-Islamiya al-Musallaha, die Groupe Islamique Armé (GIA), eine islamistische Terrorgruppe in Algerien
- al-Jamaa al-Islamiyya al-Muqatila, die Libysche Islamische Kampfgruppe (Libyan Islamic Fighting Group, LIFG) in Libyen